# 五所川原地区消防事務組合
五所川原地区消防事務組合（ごしょがわらちくしょうぼうじむくみあい）は、青森県五所川原市、北津軽郡中泊町、鶴田町の3市町によって組織される一部事務組合（消防組合）である。

## 概要
- 消防本部：青森県五所川原市中央4-130
- 管内面積：667.29km2
- 職員定数：245人
- 消防署3カ所、分署4カ所

## 沿革
- 2005年3月28日　旧五所川原市・旧金木町・旧市浦村の合併に伴い、新 五所川原地区消防事務組合 が発足。
- 2013年6月3日　消防本部ならびに五所川原消防署を新築・移転。
- 2022年4月1日　「6消防署1分署」体制から「3消防署4分署」体制に移行の上、「中里消防署」を「北部中央消防署」に改称。[1]
- 2022年5月12日　北部中央消防署を新築、移転。[2]

## 組織
- 消防組合
  - 管理者：五所川原市長
- 本部 - 総務課、予防課、警防課、指令課
- 消防署 - 消防係、庶務係、予防係、警防係、救助係、救急係、救急・救助係

## 消防署

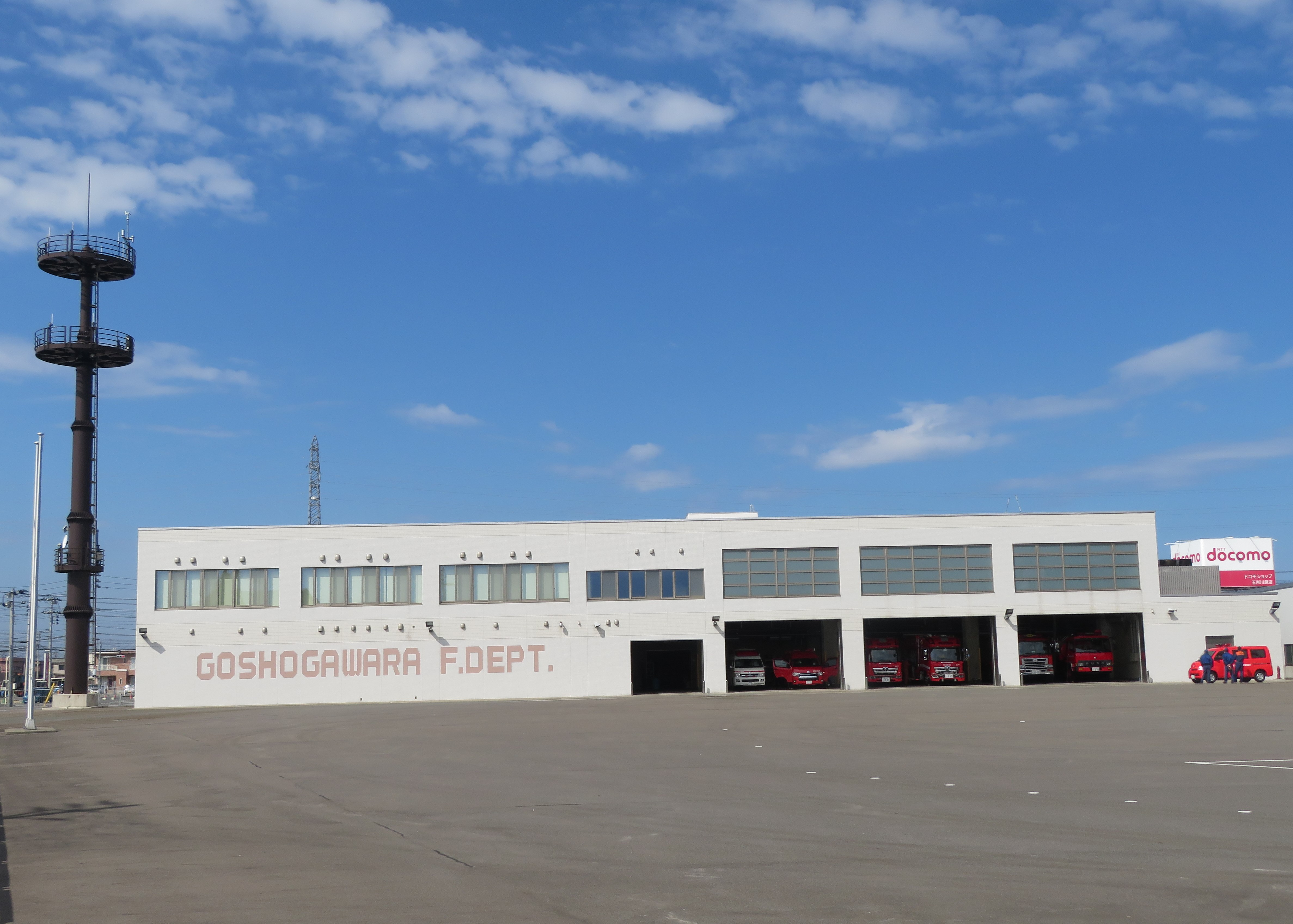
五所川原消防署

| 消防署         | 住所                              | 分署                             | 分署                                     |
| -------------- | --------------------------------- | -------------------------------- | ---------------------------------------- |
| 五所川原消防署 | 五所川原市中央4-130               | 東：五所川原市大字原子字山元42-2 | 金木：五所川原市金木町菅原367-1          |
| 北部中央消防署 | 北津軽郡中泊町大字中里字紅葉坂207 | 市浦：五所川原市相内246-4        | 小泊：北津軽郡中泊町大字小泊字砂山1078-1 |
| 鶴田消防署     | 北津軽郡鶴田町大字鶴田字早瀬194-1 | なし                             | なし                                     |